# .22 Hornet

.22 Hornet, Maße

Die Patrone .22 Hornet ist eine Zentralfeuerpatrone, die für die Jagd und das Sportschießen verwendet wird. Das Geschosskaliber beträgt 5,7 mm, die Geschossmasse liegt zwischen 2,5 und 3,5 g. Es sind die unterschiedlichsten Geschosskonstruktionen erhältlich.
Auf der Abbildung rechts ist eine Patrone mit Hohlspitzgeschoss (mit ballistischer Haube) und mit einem Teilmantelgeschoss (Deformationsgeschoss) dargestellt. Die linke Patrone wurde von Hand geladen und ist eine Spezialpatrone für die Kleinwildjagd.

## Bezeichnung
Im deutschen Nationalen Waffenregister (NWR) wird die Patrone unter Katalognummer 8 unter folgenden Bezeichnungen geführt (gebräuchliche Bezeichnungen in Fettdruck)
- .22 Hornet (Hauptbezeichnung)
- .22 Ho
- .22 M 65
- .22 W.C.F. Improved
- .22 W.R.A. Hornet
- .22 Winchester Hornet
- .22 Hornet High-Speed
- .22x36 HO
- 5,6x35 Hornet
- 5,6x35R (Hornet)
- 5,6x36R

## Geschichte
Die Patrone .22 Hornet wurde ca. 1930 von jagdlich interessierten Mitarbeitern des Springfield-Arsenals (USA) entwickelt. Sie entstand durch Umformen der Hülse der seit 1885 existierenden Patrone .22 Winchester Centerfire, einer zunächst mit Schwarzpulver und später mit rauchschwachem Pulver geladenen Patrone für die Jagd auf Kleinwild und für das Scheibenschießen.

## Verwendung
- Jagdliches Sportschießen
- Benchrest-Schießen
- allgemeines Sportschießen
- Jagd auf Kleinwild bis zur Größe Dachs und Murmeltier (Niederwild mit Ausnahme von Seehund und Reh)
- Jagd auf größeres Federwild (z. B. Gans)

In Deutschland ist es verboten, mit der Patrone Rehwild (zu geringe Energie) und sonstiges Schalenwild (zu geringer Geschossdurchmesser) zu erlegen. Das Kaliber hat eine E100 (Auftreffenergie auf 100 m) von unter 500 Joule. In Deutschland ist eine Mindest-Energie des Geschosses nach 100 m Flug von 1.000 Joule vorgeschrieben.
Abweichend von oben genannten Verbot darf Damwild in Gehegen auch mit Büchsenpatronen mit einem Kaliber von mindestens 5,6 Millimetern und einer Mündungsenergie von mindestens 300 Joule betäubt und getötet werden, sofern:
- die Schussentfernung weniger als 25 Meter beträgt,
- der Schuss von einem bis zu 4 Meter hohen Hochstand abgegeben wird und
- sich der Hochstand in einem geschlossenen Gehege mit unbefestigtem Boden befindet, dessen Einzäunung mindestens 1,80 Meter hoch ist.

## Besondere Eigenschaften
- sehr geringer Rückstoß
- geringe Geräuschentwicklung
- sehr gute Präzision
- verwendbar bis ca. 150 m
- gute Leistung durch hohe Geschwindigkeit (700–800 m/s)

Die vergleichsweise geringe Geräuschentwicklung machen die .22 Hornet zu einer idealen Patrone, die vorzugsweise genutzt wird, wenn der Schussknall störend ist (z. B. Jagd in und nahe bei bewohnten Bereichen) und auf Kleinwild gejagt wird. Dabei ist von großem Vorteil, dass die Patrone bis 100 m Kleinwild sicher und waidgerecht tötet. Dies trifft auf die sonst gerne verwendete Patrone .22 lfB nicht zu (jagdlich vertretbare Schussentfernung bis ~ 50 m). Die Patrone .22 WMR ist mit ihren Eigenschaften zwischen den beiden vorgenannten Patronen einzuordnen.

## Wiederladen
Die Patrone .22 Hornet eignet sich – wie nahezu jede Zentralfeuerpatrone – zum Wiederladen. Sie kann durchaus auch mit Schwarzpulver laboriert werden, was aber vor dem Hintergrund zur Verfügung stehender moderner Hochleistungspulver wenig sinnvoll erscheint.
Das Wiederladen geschieht nahezu ausnahmslos zur Anpassung an eine bestimmte Waffe oder einen bestimmten Lauf. Die Ansprüche hinsichtlich präzisen und methodischen Arbeitens sind dabei hoch.

## Waffen für die .22 Hornet
Die .22 Hornet wird jagdlich überwiegend in kombinierten Waffen verwendet. Dabei kommen in Betracht: Bergstutzen, die (Bock-)Büchsflinte, der Drilling, bei dem in einen der Schrotläufe ein Einstecklauf eingelegt wurde, sowie der Bockdrilling. Es gibt aber auch eigens für die Jagd und zum Sportschießen entwickelte Repetierer (CZ, Anschütz usw.). Diese Repetierer werden jedoch nur genommen, wenn Präzision gefragt ist. Bei Gewehren mit zwei oder drei Läufen leidet die Genauigkeit gerade bei mehreren Schüssen sehr, weil der Lauf mit der Kugel sich durch die heißen Gase beim Schuss erwärmt und verzieht, und sich dadurch die Treffpunktlage dieses Laufes und der anliegenden Läufe stark verändern kann. Für das jagdliche Sportschießen und das Benchrest-Schießen werden durchaus speziell eingerichtete Gewehre eingesetzt.